# Gianna Dior
Gianna Dior (Kalifornia, 1997. május 12. –) többszörös díjnyertes amerikai pornószínésznő és erotikus modell. 2020-ban elnyerte a legjobb új sztárnak járó AVN-díjat, 2022-ben pedig a legjobb színésznőnek járó AVN-díjat.
Dior olasz származású, mindkét szülője a hadseregben szolgált. Alabamában nőtt fel, az Auburn Egyetemen pszichológiát tanult, majd pincérnőként és recepciósként dolgozott, mielőtt 2018-ban, 21 évesen debütált a felnőttfilmiparban.